# Urs Fischer (artiste)
Pour les articles homonymes, voir Urs Fischer et Fischer.
Urs Fischer est un artiste suisse né en 1973 à Zurich. 

## Biographie
Né en 1973, Urs Fischer commence sa carrière en Suisse où il étudie la photographie à la Schule für Gestaltung à Zurich. Il déménage à Amsterdam en 1993 et a sa première exposition personnelle dans une galerie de Zurich en 1996. L’approche artistique subversive de Fischer est souvent considérée comme influencée par des mouvements anti-art comme le mouvement Neo-Dada ou l’Internationale situationniste. Depuis le milieu des années 1990 quand Fischer commença à montrer son travail en Europe, il a produit de très nombreux objets, dessins, collages et installations.

## Œuvres

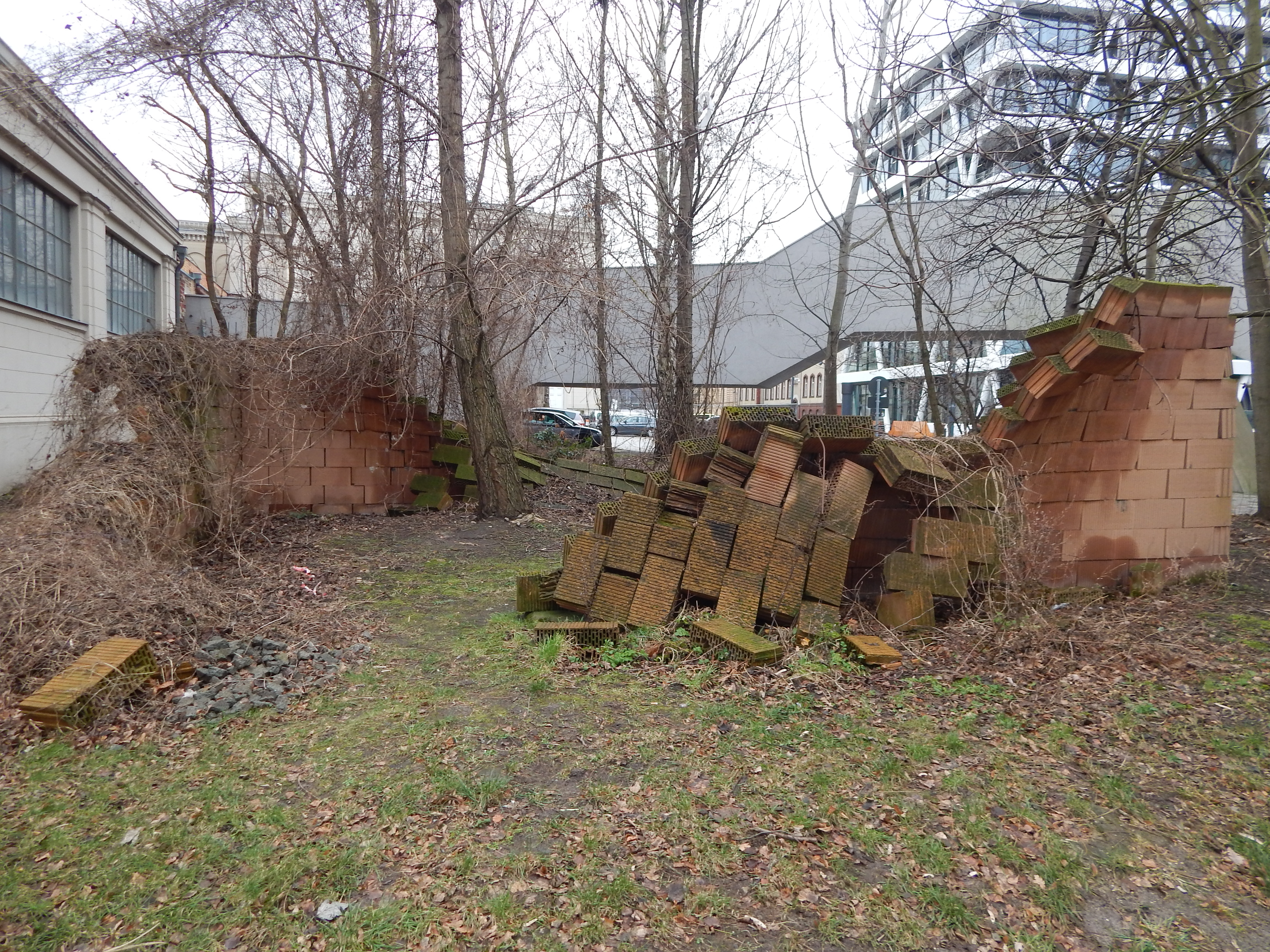
Baked Master's Basket, Berlin.

Dans Untitled (Bread House) (2004-2005), Fischer a construit un chalet Suisse à partir de miches de pain. Son Bad Timing, Lamp Chop! (2004-2005) présente une gigantesque chaise en bois enfourchant un paquet de cigarettes à moitié vide. Entre 2005 et 2006, il crée Untitled (Lamp/Bear), une édition de trois ours en bronze de 7 mètres de haut et 20 tonnes (deux sont jaunes, le troisième est bleu) croisé avec une lampe qui semble sortir de leurs têtes ; en 2011, l’une de ces œuvres a été montrée pendant cinq mois devant le Seagram building avant d’être mise aux enchères chez Christie’s. Pour son exposition chez Gavin Brown Enterprise en 2007 à New York, Fischer a creusé la salle principale de la galerie, engageant des professionnels du bâtiment pour creuser un trou de plus de deux mètres de profondeur à la place du sol en appelant le résultat You. Dans Death of a Moment (2007), deux murs entiers sont recouverts de miroir du sol au plafond et mis en mouvement par un système hydraulique pour créer l’effet surréel d’une pièce en mouvement, changeant de forme et de taille.
Fischer a sa propre maison d’édition, Kiito-San, dont les livres sont distribués par DAP et Bchhandlung Walter König. Son œuvre Thinking about Akbar, 2005 est au Museo Cantonale d’Arte de Lugano.

## Expositions
Les installations et sculptures d’Urs Fischer ont été exposées dans de nombreuses expositions collectives et biennales internationales, notamment à Manifesta 3 et à la Biennale de Venise en 2003, 2007 et 2011. Son exposition personnelle au Kunsthaus de Zurich en 2004 intitulée « Kir Royal » fut sa première grande exposition personnelle  dans un Musée. Parmi ses expositions récentes on peut citer « Not My House Not
My Fire », Espace 315, Centre Pompidou, Paris (2004) ; « Mary Poppins », Blaffer gallery, Art Museum of the University of Houston, Houston Texas (2006) ; “Urs Fischer: Marguerite de Ponty”, New Museum of Contemporary, New York (2009-2010) ;  “Skinny Sunrise”, Kunsthalle Wien, Vienna (2012) ; “Madame Fisscher”, Palazzo Grassi, Venice (2012) ; “Urs Fischer”, Museum of Contemporary Art, Los Angeles (2013) ; et “YES”, Deste Foundation Project Space, Hydra, Greece (2013).

## Marché de l’art
En 2010, une œuvre en cire de Fischer, Untitled (Candle) (2001) a été vendue 1 million de dollars chez Sotheby’s ; c’est une des quatre éditions identiques de la pièce. Une de ses sculptures Untitled (Lamp/Bear) (2005-2006) a atteint 6,8 millions de dollars chez Christie’s à New York en 2011.